# Народная женская партия
Наро́дная же́нская па́ртия (тур. Kadınlar Halk Fırkası) ― одна из первых политических партий Турецкой Республики (была основана даже раньше, чем Республиканская народная партия Кемаля Ататюрка). Основательница ― феминистка и писательница Незихе Мухиддин Тепеденленгил.

## История
Когда в 1923 году в Турции была провозглашена республика, Незихе Мухиддин и ещё тринадцать женщин решили создать комитет по правам женщин. Хотя подготовка проходила в доме Незихе Мухиддин, первое заседание комитета состоялось в конференц-зале Стамбульского университета 15 июня 1923 года. На собрании было принято решение о создании политической партии под названием «Народная женская партия». Партия, возглавляемая Незихе Мухиддин, представила ходатайство об официальной регистрации ещё до Республиканской народной партии. Восемь месяцев спустя губернатор отклонил запрос и не дал разрешения на создание партии на том основании, что «политическое представительство женщин было невозможно в соответствии с законом о выборах 1909 года». В ответ на это Женская народная партия была преобразована в ассоциацию, под названием «Союз турецких женщин».
Незихе Мухиддин была лидером Союза турецких женщин, организации, которая стремилась «поднять всех женщин на современный уровень путём эмансипации в интеллектуальных и социальных сферах». Позже, в 1924 году, она основала журнал Türk Kadın Yolu на свои собственные средства и выпустила 18 его номеров. Содержание журнала было посвящено политическим требованиям женщин.
Несмотря на то, что политические права женщин ещё не были признаны в 1925 году, Незихе Мухиддин была выдвинута Союзом турецких женщин на выборах в депутаты турецкого парламента вместе с Халиде Эдиб. Цель их состояла в том, чтобы повлиять на Великое Национальное Собрание Турции и общественное мнение и привлечь внимание к проблеме избирательного права женщин, а также, возможно, провести на повестку парламентского собрания вопрос о дальнейшей эмансипации женщин. Однако их выдвижение было отклонено Республиканской народной партией. Согласно некоторым источникам, начавшееся восстание шейха Саида, выступавшего против политики секуляризации Ататюрка и охватившее курдские районы страны, стало оправданием для отклонения политических требований Союза турецких женщин.